# 샘 브라운백
새뮤얼 데일 "샘" 브라운백(영어: Samuel Dale "Sam" Brownback, 1956년 9월 12일 ~ )은 미국의 정치인이다.
캔자스주 출신이며, 캔자스 주립 대학교를 거쳐 캔자스 대학교에서 법학을 전공하였다. 변호사로 일하다 캔자스 주정부에서 농업 업무를 담당했다. 1994년 공화당 소속으로 연방 하원의원으로 선출되어 1995년부터 재직했고, 1996년 밥 돌 상원의원의 사퇴 후 공석인 상원 자리에 도전하여 당선되었다. 국방·외교·조세·농업·에너지 분야 등에서 주로 보수적 입장에서 목소리를 내 왔다. 또한 그는 미국 정계에서 북한에 대해 가장 적극적인 목소리를 내는 인물 중 하나이다. 북한에 대해 강경책을 펼 것을 주장하는 동시에 북한의 인권 상황에 대하여 관심을 갖고 활동하고 있다. 북한 인권법을 발의하여, 2004년 상원 통과를 실현하게 했으며, 탈북자의 미국 정착을 주선하기도 했다. 2010년 천안함 사태 이후 북한에 대해 강력하고도 확실한 행동을 취해야 하고, 테러 지원국으로 재지정해야 한다고 주장하였다. 한편, 그는 2010년 11월 상원의원 선거 대신 캔자스 주지사 선거에 출마하여, 당선되었다.

## 역대 선거 결과
| 선거명        | 직책명                      | 대수  | 정당   | 득표율 | 득표수    | 결과 | 당락                   |
| ------------- | --------------------------- | ----- | ------ | ------ | --------- | ---- | ---------------------- |
| 1994년 선거   | 하원의원 (캔자스 제2선거구) | 104대 | 공화당 | 65.65% | 135,725표 | 1위  | 캔자스주 하원의원 당선 |
| 1996년 재선거 | 상원의원 (캔자스 제3부)     | 104대 | 공화당 | 53.91% | 574,021표 | 1위  | 캔자스주 상원의원 당선 |
| 1998년 선거   | 상원의원 (캔자스 제3부)     | 106대 | 공화당 | 65.27% | 474,639표 | 1위  | 캔자스주 상원의원 당선 |
| 2004년 선거   | 상원의원 (캔자스 제3부)     | 109대 | 공화당 | 69.16% | 780,863표 | 1위  | 캔자스주 상원의원 당선 |
| 2010년 선거   | 캔자스 주지사               | 46대  | 공화당 | 63.28% | 530,760표 | 1위  | 캔자스 주지사 당선     |
| 2014년 선거   | 캔자스 주지사               | 46대  | 공화당 | 49.82% | 433,196표 | 1위  | 캔자스 주지사 당선     |